# Karl Wöber
Karl Wöber (* 1. April 1964 in Wien, Österreich) ist seit 2007 Gründungsrektor der Modul University Vienna. Von Dezember 2012 bis September 2024 war er Vorsitzender der Österreichischen Privatuniversitätenkonferenz (ÖPUK).

## Ausbildung
Nach dem Besuch des Fremdenverkehrskollegs Modul der Wirtschaftskammer Wien studierte er 1986–1993 an der Wirtschaftsuniversität Wien (WU) Betriebswirtschaft und promovierte 1993 mit Auszeichnung zum Dr. rer. soc. oec.

## Berufliches
1988–2007 wirkte Wöber als wissenschaftlicher Mitarbeiter am von Josef Mazanec geleiteten Institut für Tourismus und Freizeitwirtschaft der WU Wien, 1988–1991 als Studienassistent, 1991–2000 als Universitätsassistent, seit 2000 als außerordentlicher Universitätsprofessor. Er war mehrmals zu Forschungsaufenthalten in den Vereinigten Staaten und habilitierte sich an der WU Wien im Jahr 2000 (mit Venia docendi) im Fach Betriebswirtschaftslehre.
Seit 1994 ist Wöber Berater von European Cities Marketing, dem europäischen Städtetourismusverband, und der European Travel Commission, des Verbandes nationaler Destinationsmarketingorganisationen in Europa.
2007 wurde er von der englischsprachigen Modul University Vienna, die von der Wirtschaftskammer Wien mit Hilfe der Stadt Wien und mit privaten Partnern gegründet wurde, zum President, Gründungsrektor, bestellt. Er leitet an dieser Privatuniversität außerdem die Masterlehrgänge für internationale Tourismuswirtschaft und für nachhaltige Entwicklung.
Wöber befasst sich seit langem mit der Entwicklung interaktiver Werkzeuge zur Unterstützung von Managemententscheidungen, insbesondere in der Tourismuswirtschaft. Dazu gehören Fragen der Tourismusstatistik und ihrer internationalen Erheb- und Vergleichbarkeit.
Das von ihm und seinen Mitarbeitern mit Unterstützung der Österreich Werbung entwickelte touristische Marketinginformationssystem TourMIS, das weltweit Nächtigungszahlen von Ländern und Städten sammelt und nach individuellen Vorgaben des Nutzers vergleicht, wurde 2009 von der UNWTO, der Welttourismusorganisation der Vereinten Nationen, mit dem Ulysses Special Jury Preis in der Kategorie Innovationen in Tourismusbetrieben ausgezeichnet.
Im September 2024 wurde Martin Rummel zu seinem Nachfolger als Vorsitzender der Österreichischen Privatuniversitätenkonferenz (ÖPUK) gewählt.

## Mitgliedschaften
- International Academy for the Study of Tourism[7]
- 2005–2008: Visiting Senior Fellow, School of Management, University of Surrey, England
- seit 2004: Senior Fellow, National Laboratory for Tourism and eCommerce, Temple University, Philadelphia, USA
- seit 2008: Tourist Research Center der AIEST[8]
- International Association of Scientific Experts in Tourism (AIEST)[9]
- Vorstandsmitglied, Österreichische Gesellschaft für Angewandte Tourismuswissenschaft (ÖGAF)[10]

## Werke
Quelle: Europass
- V. Croce, K. Wöber: Judgmental Forecasting Support Systems in Tourism. In: Tourism  Economics. vol. 17, Nr. 4, 2011, S. 709–724.

- D. Wang, D. R. Fesenmaier, H. Werthner, K. Wöber: The Journal of Information Technology &  Tourism: A Content Analysis of the Past 10 Years. In: Journal of  Information Technology & Tourism. vol. 12, Nr. 1, 2010, S. 3–16.

- A. Ring, A. Dickinger, K. Wöber: Designing the Ideal Undergraduate Program in Tourism:  Expectations from the Industry and Educators. In: Journal of Travel  Research. vol. 48, 2009, S. 106–121.

- J. A. Mazanec, K. Wöber (Hrsg.): Analysing International City Tourism. 2. Auflage. Springer, Vienna 2009, ISBN 978-3-211-09415-0.

- Z. Xiang, K. Wöber, D. R. Fesenmaier: Representation of the Online Tourism Domain in  Search Engines. In: Journal of Travel Research. vol. 47, Nr. 2, 2008, S. 137–150. (Awarded by the Charles R. Goeldner Article of Excellence Award  2009)

- A. Wolk, K. Wöber: Dimensions of Tourist Information Needs across Different European  Destinations According to Search Terms Entered on a Tourism-Specific Search  Engine. In: Journal of Information Technology and Tourism. vol. 10, Nr. 2, 2008, S. 119–131.

- P. Sheldon, D. R. Fesenmaier, K. Wöber, C. Cooper, M. Antonioli: Tourism Education Futures -  2010–2030: Building the Capacity to Lead. In: Journal of Teaching in Travel  & Tourism. vol. 7, Nr. 3, 2008, S. 61–68.

- K. W. Wöber: Data  Envelopment Analysis. In: Journal of Travel and Tourism Marketing. vol. 21,  Nr. 4, 2007, S. 91–108.

- J. Mazanec, K. W. Wöber, A. Zins: Tourism Destination Competitiveness: From Definition to  Explanation? In: Journal of Travel Research. vol. 46, Nr. 1, 2007, S. 86–95.

- D. R. Fesenmaier, K. W. Wöber, H. Werthner (Hrsg.): Destination Recommendation Systems: Behavioral  Foundations and Applications. CABI, Wallingford 2006, ISBN 0-85199-023-1.

- A. Scharl, K. W. Wöber, C. Bauer: An integrated approach to measure web site effectiveness in the  European hotel industry. In: Journal of Information Technology and Tourism. Band 6, Nr. 4, 2004, S. 257–272.

- K. W. Wöber, D. R. Fesenmaier: A multi-criteria approach to destination benchmarking: A case study of  state tourism advertising programs in the United States. In: Journal of Travel  and Tourism Marketing. Band 16, Nr. 2/3, 2004. (published simultaneously as a monograph by  Haworth Press, 1–18. Awarded by the Martin Oppermann JTTM Article of the Year  Award 2004. Reprinted also in Chinese in China Tourism Research. Band 1, Nr. 2/3, S. 330–350.  ISSN 1812-688X)

- K. W. Wöber: Information  Supply in Tourism Management by Marketing Decision Support Systems. In: Tourism  Management. Band 24, Nr. 3, 2003, S. 241–255.

- K. W. Wöber: Benchmarking  in Tourism and Hospitality Industries. The Selection of Benchmarking Partners. CABI, Wallingford 2002, ISBN 0-85199-553-5.

- K. W. Wöber: Standardizing  City Tourism Statistics. In: Annals of Tourism Research. Band 27, Nr. 1, 2000, S. 51–68.